# Bis zur Neige
Bis zur Neige (Originaltitel: Till A’ the Seas) ist eine Kurzgeschichte des amerikanischen Schriftstellers H. P. Lovecraft, die er im Januar 1935 gemeinsam mit Robert H. Barlow schrieb. Sie wurde erstmals in „The Californian“ im Sommer desselben Jahres veröffentlicht.

## Handlung
In Lovecrafts Weltuntergangsszenarium nähert die Erde sich über Äonen immer mehr der Sonne. Die Menschheit befindet sich in einer zunehmenden Notlage, verursacht durch die ansteigenden Temperaturen und den damit einhergehenden Wassermangel. Erst wird Leben in Äquatornähe unmöglich, dann trocknen die Meere aus, bis zuletzt nur noch eine Handvoll Menschen in Nähe der Pole die letzten Wasserreserven sucht. Ein junger Mann verlässt nach dem Tod seiner Ziehmutter auf der Suche nach Wasser und Gemeinschaft seine Behausung. Jenseits der Berge liegt angeblich eine Siedlung, die er nach Tagen entkräftet erreicht, deren Bewohner aber ebenfalls gestorben sind. In der Dorfmitte bemerkt er einen Brunnen. Beim Versuch, den Eimer in den Brunnen zu lassen und die Reste schlammigen Wassers zu bergen, fällt er in den Schacht und stirbt als der letzte Mensch auf der Erde. Einer der Schlusssätze fasst die Entwicklung zusammen: The race of man, too puny and momentary to have a real function or purpose, was as if it had never existed. (Das Menschengeschlecht, zu kümmerlich und flüchtig, um eine wirkliche Funktion oder einen Zweck zu besitzen, war, als ob es nie existiert hätte.)

## Hintergrund
Der englische Originaltitel der Geschichte ist Robert Burns’ Liedtext A Red, Red Rose entlehnt: Till a’ the seas gang dry, my dear, And the rocks melt wi’ the sun.
Barlows Manuskript mit in Bleistift eingefügten Anmerkungen Lovecrafts ist erhalten geblieben, so dass sich der Anteil beider Autoren am Werk feststellen lässt. Lovecrafts Änderungen beziehen sich hauptsächlich nur auf Stil und Wortwahl, bis zum Schlussteil der Geschichte, die er verfasste.